# Lago di Occhito
Il lago di Occhito è un grande invaso artificiale, creato con uno sbarramento sul Fortore. Segna il confine tra la Puglia e il Molise per circa 10 km.

## Caratteristiche
Esso ha una lunghezza di circa 12 km e appartiene per metà alla provincia di Campobasso e per la restante parte alla provincia di Foggia.
I comuni che si affacciano sul lago sono Sant'Elia a Pianisi, Macchia Valfortore, Pietracatella, Gambatesa e Tufara per la provincia di Campobasso; Carlantino, Celenza Valfortore e San Marco la Catola per la provincia di Foggia.
Alla sua creazione viene attribuito l'innalzamento del tasso di umidità nelle zone circostanti. La sua capacità di contenimento è di 210 milioni di m³ di acqua. Lo sbarramento è raggiungibile da Carlantino in Puglia e da Colletorto in Molise.

## Galleria d'immagini

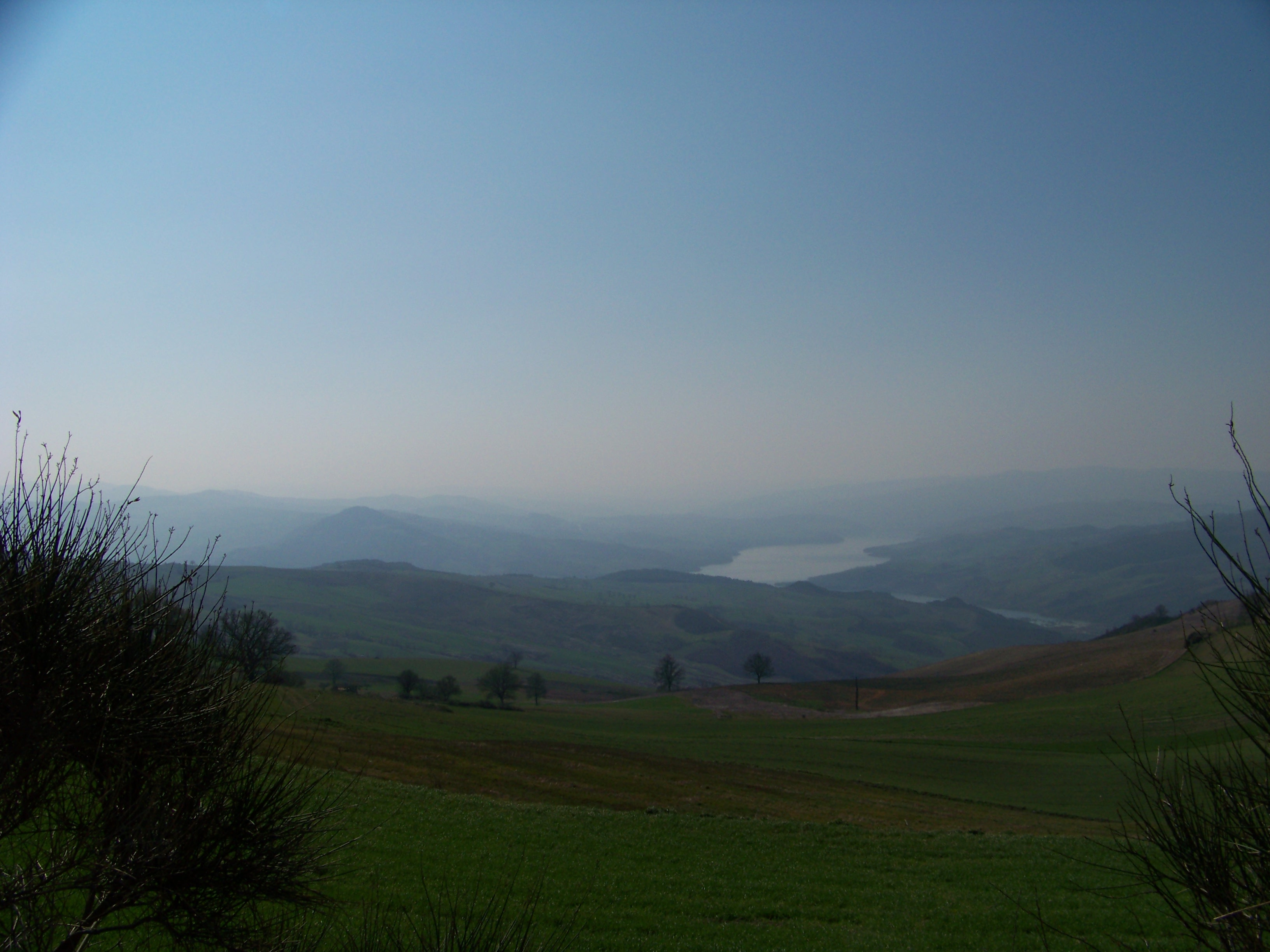
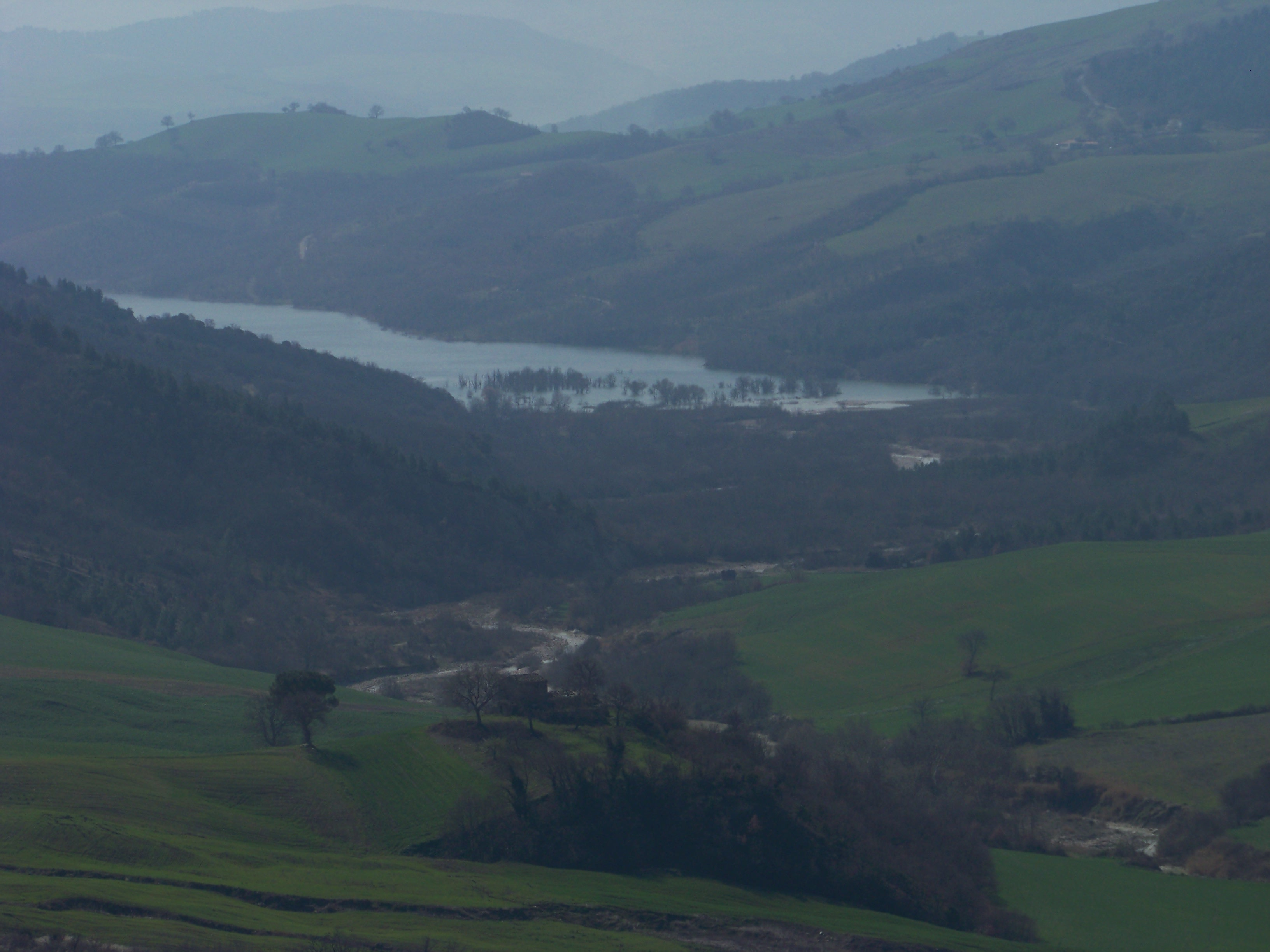
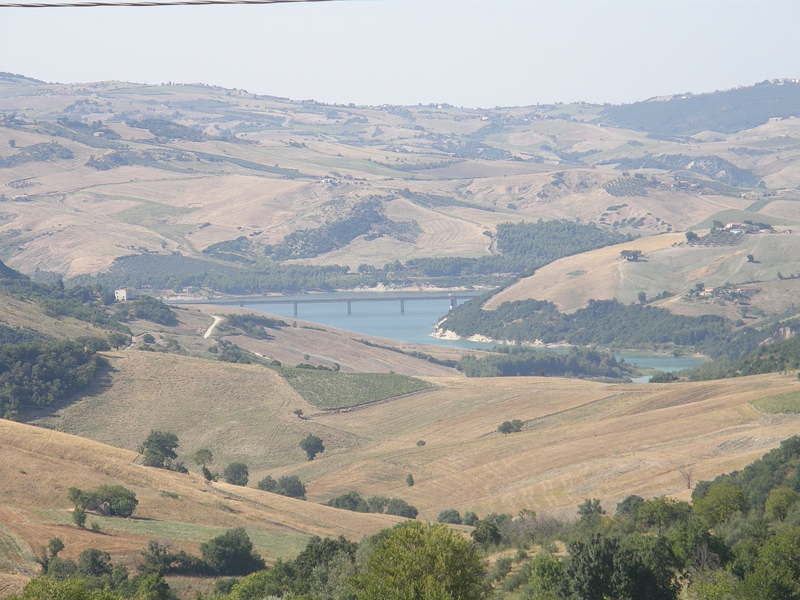
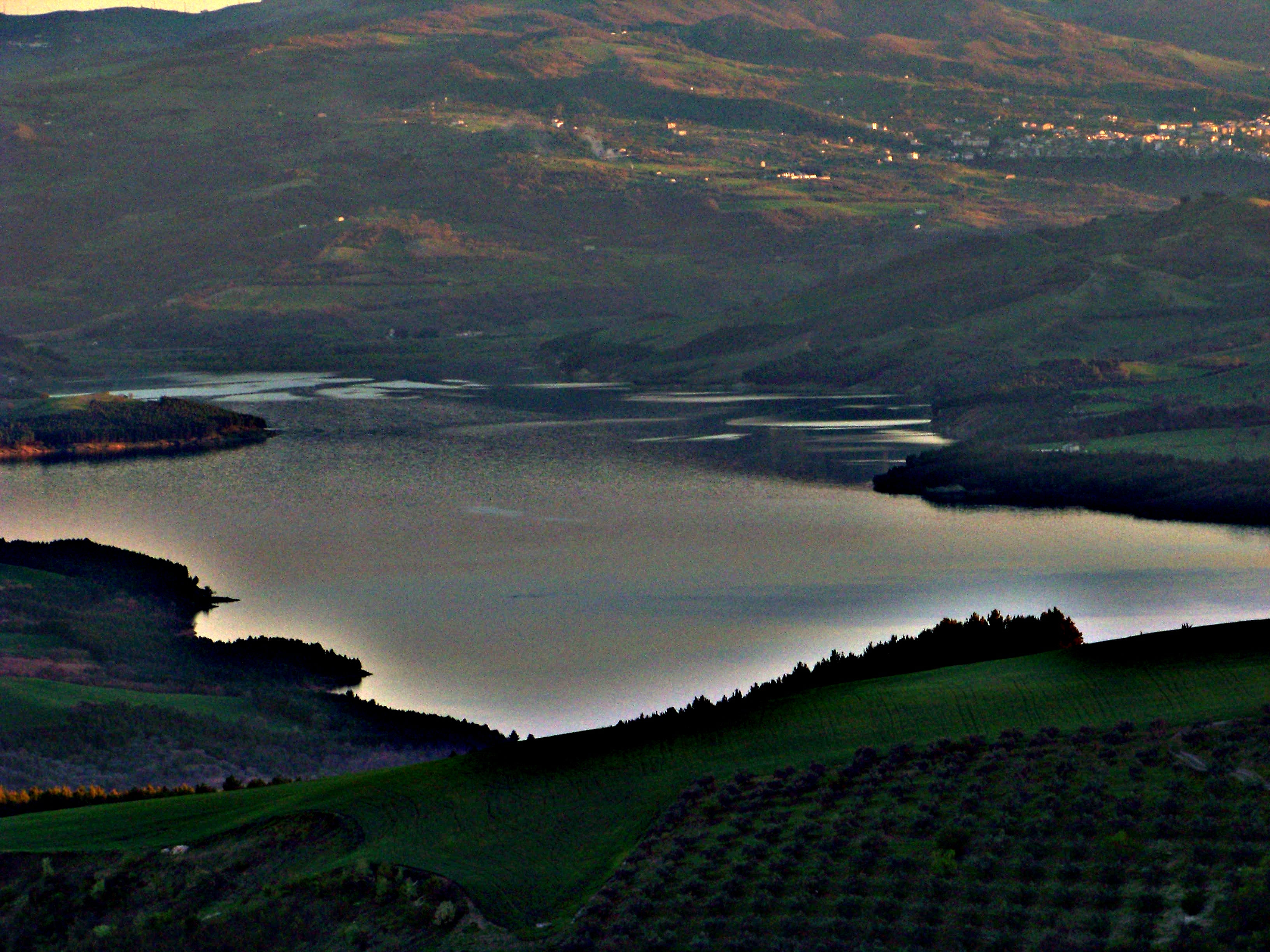
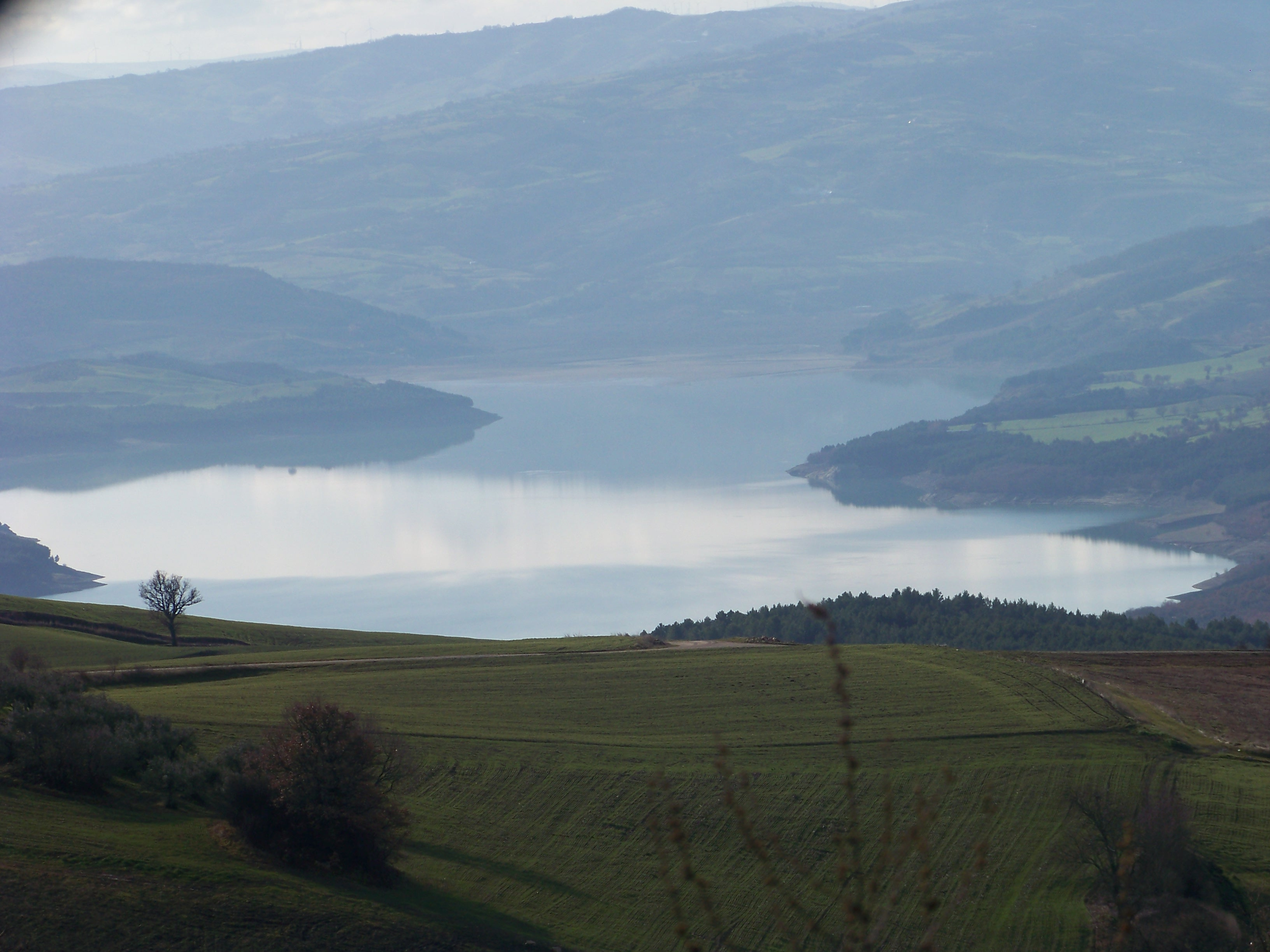
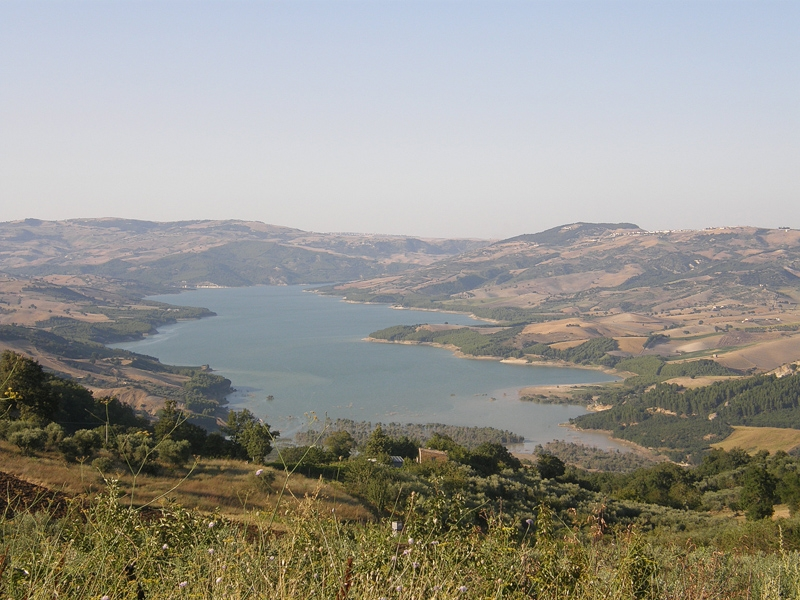
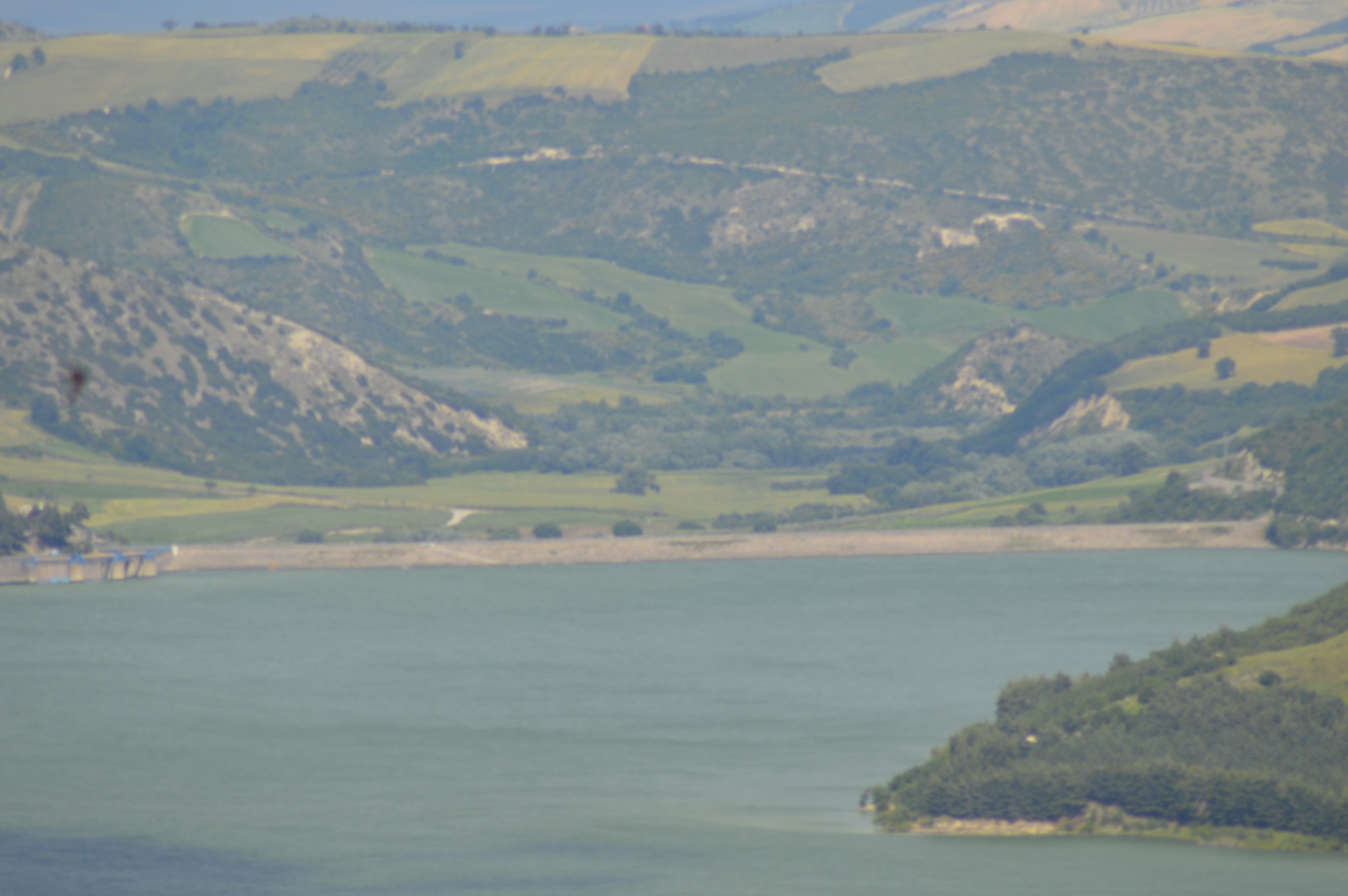
muro di sbarramento e chiusa